# Isotoma perkinsi
Isotoma perkinsi är en urinsektsart som beskrevs av Carpenter 1904. Isotoma perkinsi ingår i släktet Isotoma och familjen Isotomidae. Inga underarter finns listade i Catalogue of Life.